# 古良卡 (科羅斯堅區)
50°52′43″N 28°10′26″E / 50.87861°N 28.17389°E
古良卡（烏克蘭語：Гулянка），是烏克蘭的村落，位於該國北部日托米爾州，由科羅斯堅區負責管轄，始建於1873年，面積1.79平方公里，海拔高度209米，2024年人口1,049，人口密度每平方公里697.55人。